# Abeid Karume
Pour les articles homonymes, voir Karume.
Cheik Abeid Amani Karume [abɛjd.amani.karume] (4 août 1905-7 avril 1972) a été le premier président de la république de Zanzibar.

## Biographie
Il était le chef de l'Afro Shirazi-Party.
À la suite de la révolution zanzibarite qui déposa le dernier sultan en janvier 1964, trois mois après cette prise de pouvoir, Julius Nyerere président du Tanganyika et lui-même fondent la république unie de Tanzanie. Nyerere en est le président et Karume assure la vice-présidence.
Karume a été assassiné le 7 avril 1972 à Zanzibar. Quatre assaillants lui ont tiré dessus alors qu'il jouait au Bao au quartier-général du Parti Afro-Shirazi.
Il est le père d'Amani Abeid Karume, qui a été élu deux fois président de Zanzibar en 2000 et en 2005. Son successeur est Ali Mohamed Shein.